# رضا انجم‌روز
رضا انجم‌روز (زادهٔ ۱۳۰۴ – درگذشتهٔ ۱۳۶۳) مدیر فیلم‌برداری و تدوین‌گر اهل ایران بود.

## مدیر فیلم‌برداری
- برگ و باد (۱۳۶۳)
- حادثه (۱۳۶۳)
- فقط آقا مهدی می‌تونه (۱۳۵۶)
- مرد خدا (۱۳۵۶)
- تنها و گل‌ها (۱۳۵۲)
- طاهر (۱۳۵۲)
- هفت دلاور (۱۳۵۲)
- علی سورچی (۱۳۵۱)
- فرار از زندگی (۱۳۵۱)

## تدوین
- حرفه‌ای (۱۳۵۵)
- بلندپرواز (۱۳۵۲)
- صخرهٔ سیاه (۱۳۵۲)
- طاهر (۱۳۵۲)
- محبوب بچه‌ها (۱۳۵۲)
- فرشتهٔ نجات (۱۳۵۱)
- پابرهنه‌ها (۱۳۴۷)
- عشق قارون (۱۳۴۷)
- فیل و فنجان (۱۳۴۵)
- در دنیا بیگانه بودم (۱۳۴۴)
- زشت و زیبا (۱۳۴۴)
- گردن‌کلفت (۱۳۴۳)
- گل‌های گیلان (۱۳۴۳)
- آن‌ها زندگی را دوست داشتند (۱۳۴۲)
- جدال به‌خاطر عشق (۱۳۴۲)